# Maksim Galkin

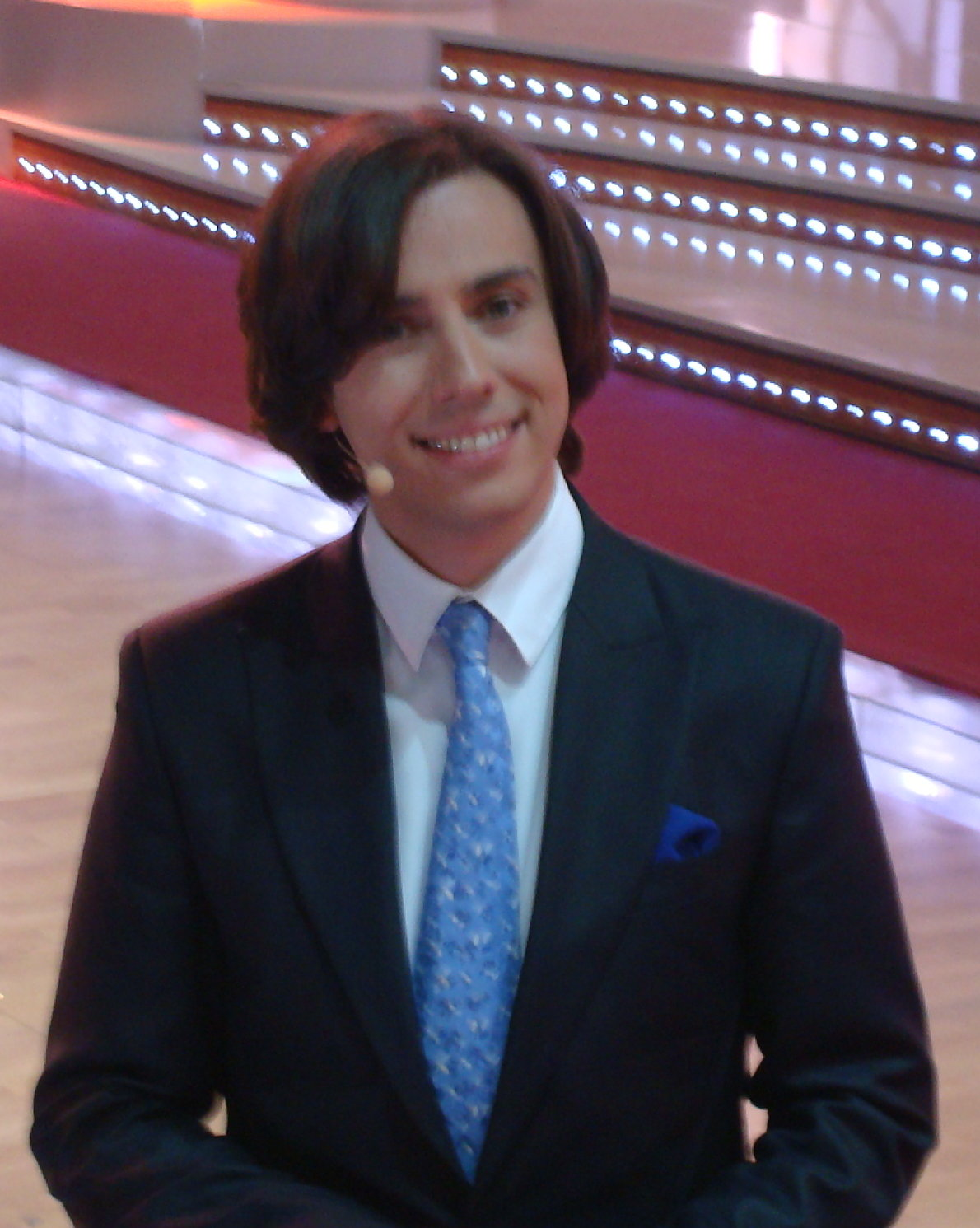
Maksim Galkin (2010).

Maksim Galkin (ryska: Максим Александрович Галкин, Maksim Aleksandrovitj Galkin), född 18 juni 1976 i Moskva, är en rysk komiker och TV-personlighet.
Galkin blev känd som en skicklig imitatör och är känd för sina parodier och duetter med bland andra Alla Pugatjova och Ani Lorak. Han var tidigare programledare för den ryska versionen av Vem vill bli miljonär?.
Den 23 december 2011 gifte han sig med den över 27 år äldre sångerskan Alla Pugatjova.
Efter att ha offentligt fördömt Rysslands anfallskrig mot Ukraina blev han förklarad persona non grata, blev han avskedad från sin anställning på tv och berövad möjligheterna att uppträda i Ryssland. Han hotades dessutom av åtal för att ha nedsvärtat den ryska armén, vilket sammantaget föranledde honom att tillsammans med familjen lämna Ryssland och bosätta sig i Israel.